# Лопух повстистий
{{#ifeq:0|0|{{#if:|{{#if:Arctiumtomentosum|[[]}}|}}}}
Лопу́х павути́нистий, або повсти́стий (Arctium tomentosum) — дворічна рослина родини айстрових. Євразійський вид, занесений до Північної Америки як бур'ян. Має обмежене застосування як медоносна, їстівна та лікарська рослина, з медичною метою зрідка культивується.

## Назва
В українській науковій літературі для цього таксона наводять такі видові назви як лопух повстистий та лопух павутинистий. Обидва видових епітети виникли завдяки м'якому білому опушенню верхньої частини стебел та обгортки суцвіть, схожому на тенета павука.
Ю. Кобів у «Словнику українських наукових і народних назв судинних рослин» подає менш відомі, але подібні за значенням синоніми, як от лопу́х шерсти́стий, лопу́х косма́тий, лопу́х м'яки́й, лопу́х бі́лий. Серед народних назв цього виду окрему групу становлять такі, що вказують на спосіб поширення плодів:
1. ріп'я́к, репе́йник, ріпля́х, репля́х, рипі́й — ця група слів споріднена із терміном реп'ях, яким в Україні позначають колючі плоди будь-яких рослин, здатні чіплятися до одягу людей і хутра тварин;
2. лопу́шник, лопу́шшя, лопу́ха, липу́х — ця група слів споріднена із родовою назвою лопух і, ймовірно, пішла від давньослов'янського лапа, яке, в свою чергу, походить від грец. lavein — чіпляти, хапати, брати.

У середньонадднірянському говорі існує назва дідо́вник, яку рослина отримала через схожість колючих білих кошиків із нечесаною сідою бородою старця. Походження менш поширених назв язичник і попо́ві соба́ки невідоме.

## Опис

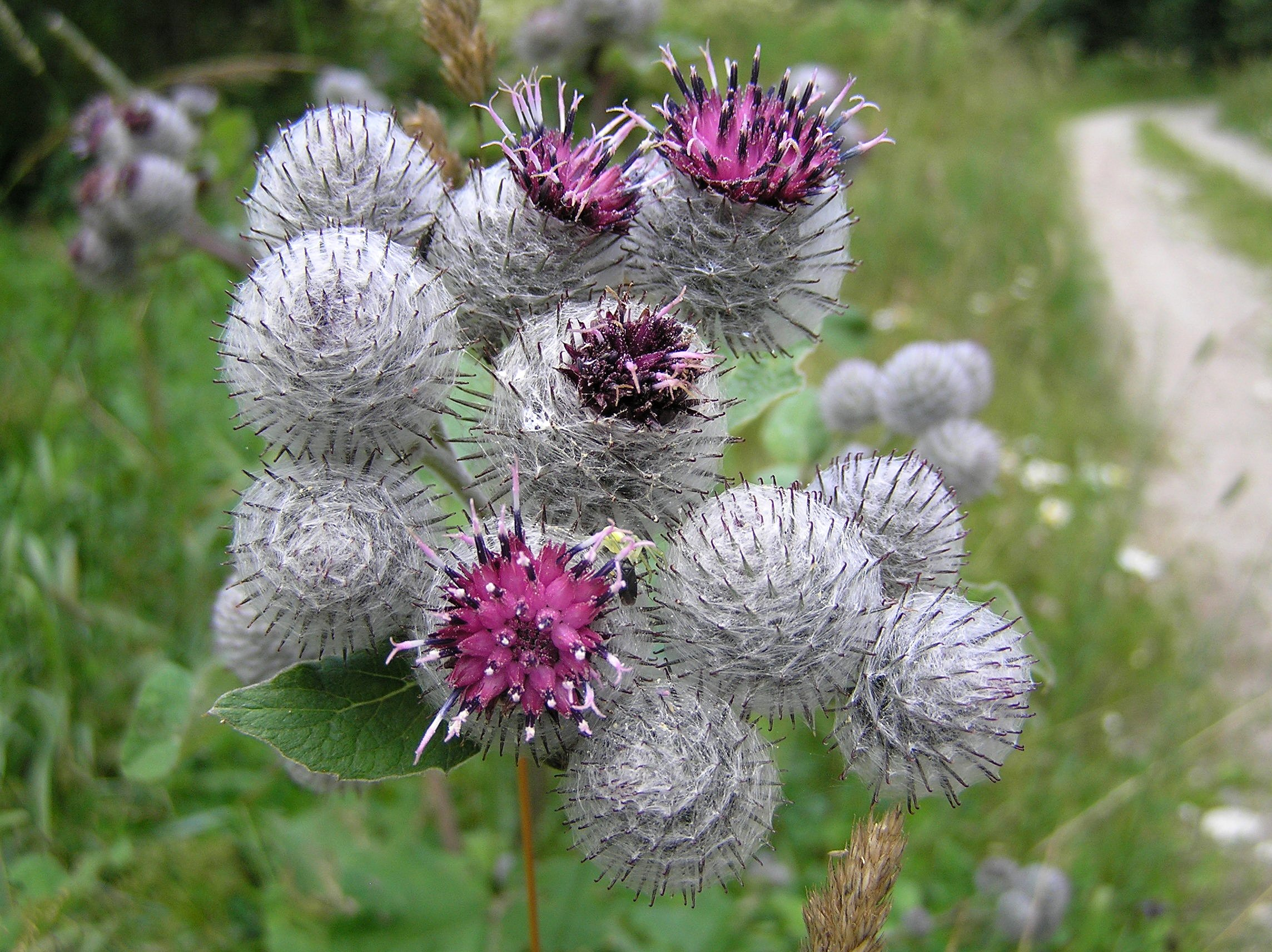
Суцвіття цього виду є щитком, складеним з павутинистоопушених кошиків, кожен з яких містить до 30 пурпурових квіток.

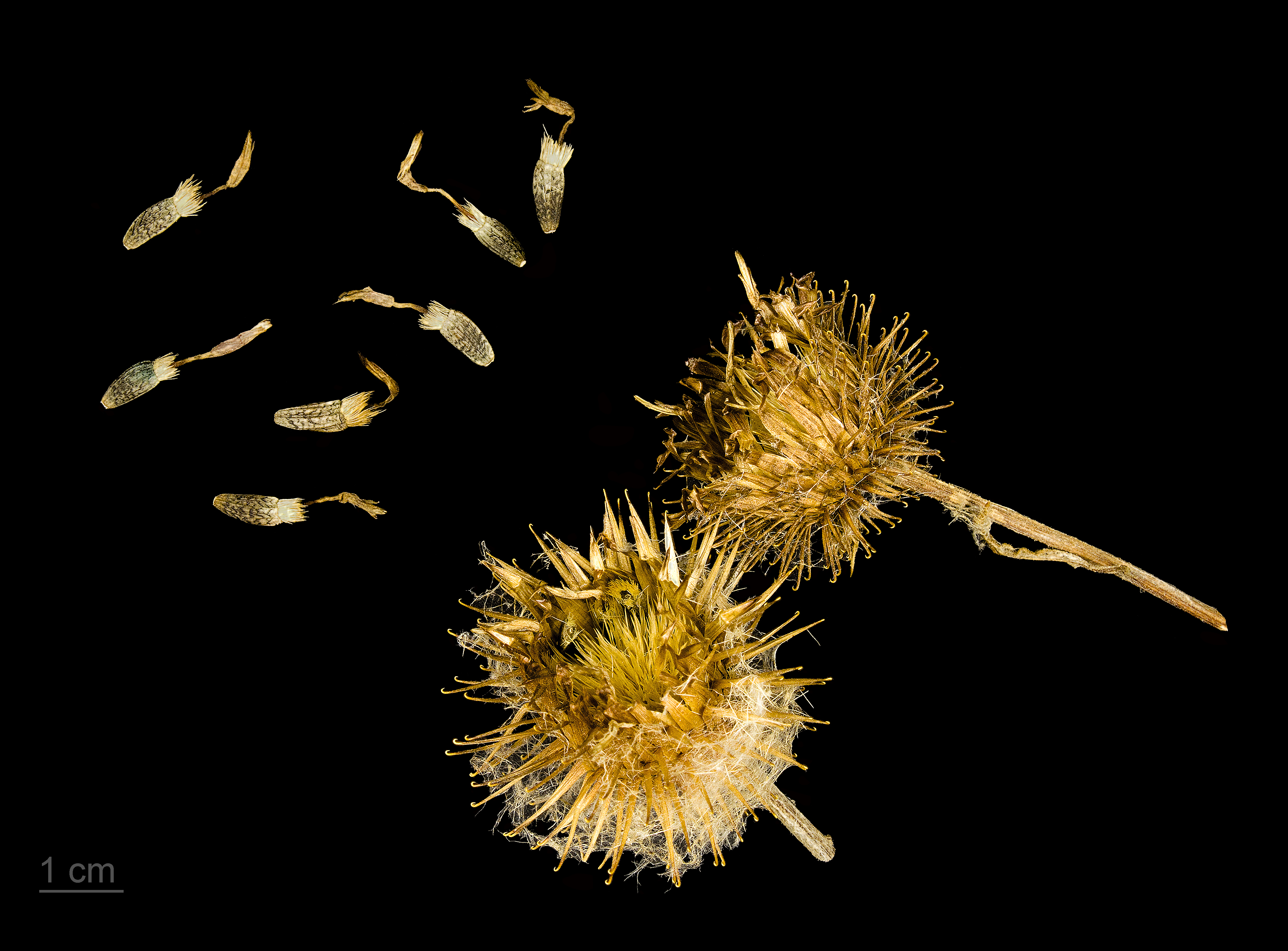
Насінини (ліворуч) та цілі достиглі кошики (праворуч).

Трав'яниста рослина заввишки 50-200 (зрідка до 250) см, гемікриптофіт. Зазвичай цей вид має дворічний цикл розвитку, зрідка у південних частинах ареалу може розвиватися як однорічна рослина.
Корінь стрижневий, веретеноподібний, розгалужений, потужний і соковитий, світлого забарвлення. Стебла прямостоячі, дебелі, розгалужені із ребристою поверхнею, у верхній частині під суцвіттями мають опушення, схоже на павутиння. Колір стебел може бути зеленим або червонуватим. Листки завдовжки 30-40 см, завширшки 16-28 см, чергові, нероздільні, прикореневі розташовані на черешках завдовжки 10-15 см (часто порожнистих), яйцеподібні або яйцеподібно-серцеподібні, стеблові — дрібніші, на коротших черешках, інколи майже сидячі. Нижній бік листків білуватоповстистий, верхній бік листків — зелений, інколи коротковолосистий. Край листків гладкий, невиразно зубчастий або хвилястий.
Суцвіття — кошики завширшки 1,5-3 см (зазвичай 2-2,5 см) у висоту сягають 3 см, зібрані на кінцях пагонів в щитки. Обгортки кошиків, так само як і верхні частини стебел, густо вкриті світло-сірим павутинистим опушенням. Кожен зовнішній листочок обгортки на кінці завершується невеликим гачком, за допомогою якого стиглі плоди чіпляються до хутра тварин і розносяться на великі відстані. Таким чином, плоди лопуха повстистого можна віднести до реп'яхів, як і плоди його родича — лопуха справжнього. Внутрішні листочки обгортки дещо ширші за зовнішні, завершуються прямим гострячком і мають пурпурове забарвлення. Віночок рожево-пурпуровий, рідше — білий, зовні залозисто опушений, завершується п'ятьма зубцями, сягає довжини 9-13 мм. Тичинок 5, вони гладкі з вільними тичинковими нитками та пиляками, що зростаючись, обгортають стовпчик. Маточка складена двома одногніздими плодолистками.
Плоди — сірувато-бурі, оберненоконічні сім'янки з добре помітними гранями і чубком завдовжки 1-3 мм. Довжина насінин складає 5-8 мм, ширина — 3 мм.
Число хромосом 2n = 36.

## Поширення та екологія

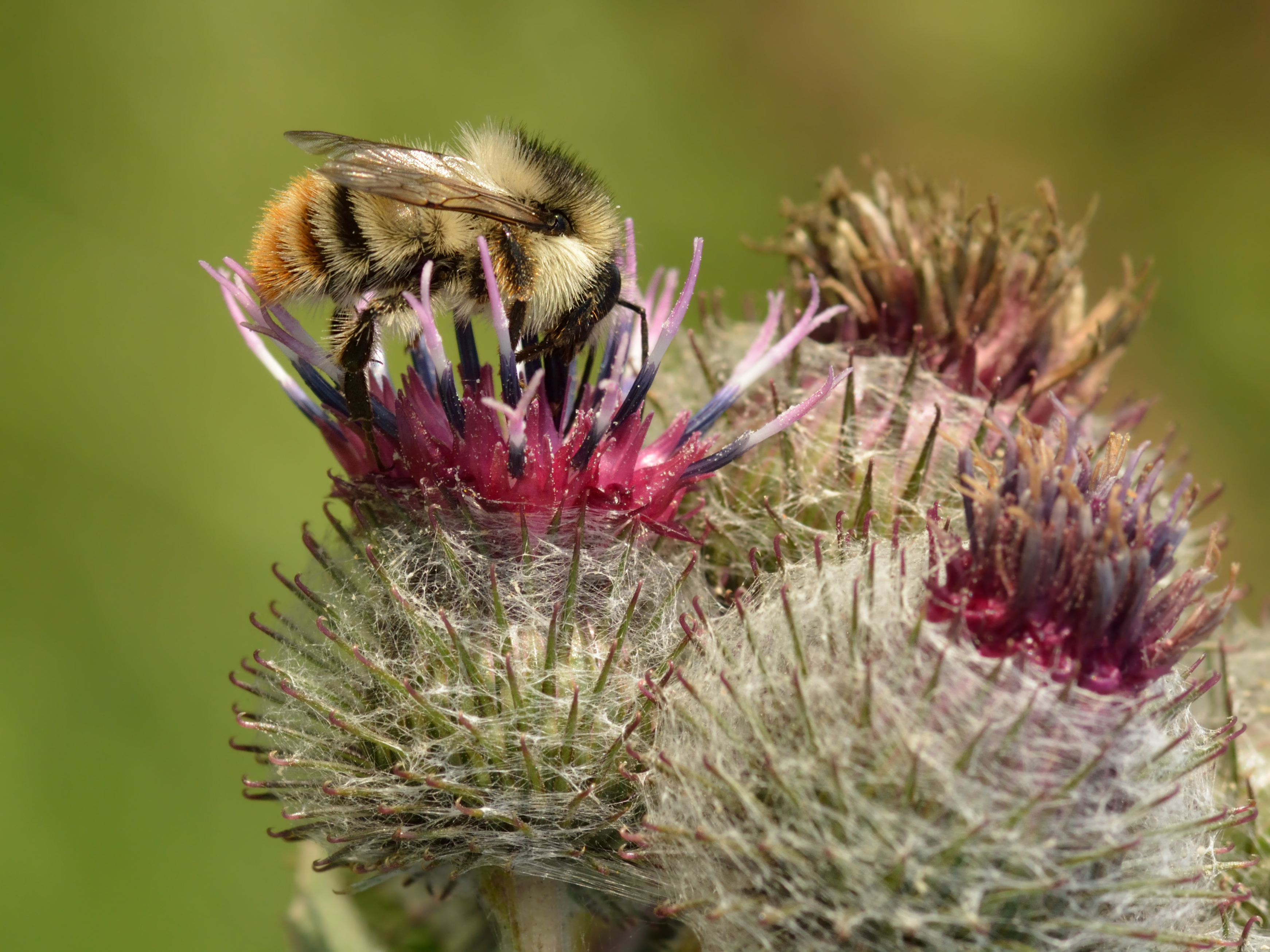
Суцвіття лопуха повстистого запилює лісовий джміль.

Євросибірський вид, поширений від країн Атлантичної Європи на заході аж до північно-західного Китаю на сході. Південна межа ареалу в Старому світі проходить через Середню Азію. Лопух павутинистий занесений людиною до Північної Америки, де перетворився на бур'ян. Його інвазивні осередки описані в американських штатах Міссурі, Міннесота, Массачусетс, Огайо, Коннектикут, Мен, Іллінойс, Айова, Меріленд, Вісконсин, Орегон, Пенсільванія, Нью-Джерсі, Південна Кароліна, а також в канадській провінції Альберта та на острові Ньюфаундленд.
Лопух повстистий невибагливий, він оселяється здебільшого на рудеральних (засмічених) ділянках, таких як пустирі, узбіччя доріг та канав, польові межі. Може траплятися на берегах водойм, у заростях верболозу, ярах, на схилах пагорбів та гір, але в гірському поясі не підіймається вище 1500 м. Ця рослина віддає перевагу поживним, помірно зволоженим ґрунтам, особливо якщо вони містять домішки вапняку.
Розмножується насіннєвим способом. Цвітіння у різних частинах ареалу триває з червня по вересень. Квіти запилюються комахами (ентомофілія), особливо охоче їх відвідують метелики та перетинчастокрилі: джмелі, бджоли. Лопух повстистий є добрим медоносом. У природі нерідко відбувається перехресне запилення його із лопухом справжнім та малим, внаслідок якого виникли нові гібридні види: Arctium × ambiguum та Arctium × mixtum.
Плоди достигають у липні-вересні. Вони поширюються на великі відстані за допомогою тварин (зоохорія), до хутра яких вони чіпляються за допомогою гачечків обгортки. Згодом, плоди поступово руйнуються і насіння вивільняється само собою. Кожна рослина здатна дати до 24 000 насінин. Молоді рослини в перший рік розвитку утворюють лише розетку листя, а на другий рік починають цвісти й плодоносити.

## Значення
В природі лопух повстистий не утворює великих суцільних заростей, тому його вплив на біоценози та діяльність людини незначний. Цей вид може завдавати незначної шкоди як бур'ян, що засмічує городи та узбіччя доріг. Втім, враховуючи невелику площу заростей спеціальних заходів знищення, окрім прополювання він не потребує. Незначну шкоду лопух повстистий компенсує тим, що є джерелом підтримуючого медозбору для домашніх та диких бджіл.
Цей вид може бути використаний у кулінарії та медицині такими ж способами, що й лопух справжній, а саме: з його коріння можна виготовити цілющу реп'яхову олію, яку застосовують для зміцнення коренів волосся; молоді пагони, очищені від шкірочки, придатні для споживання в їжу у сирому та тушкованому вигляді. В медичних цілях в Канаді лопух повстистий зрідка вирощують.

## Таксономія
Вид вперше був описаний шотландським ботаніком Філіпом Міллером у його праці «Gardeners Dictionary» (видання 8-ме, Лондон).

### Гібриди
- Arctium × ambiguum (Čelak.) Nyman) = Arctium lappa × Arctium tomentosum
- Arctium × mixtum (Simonk.) Nyman) = Arctium minus × Arctium tomentosum

### Синоніми
- Arctium leptophyllum Klokov
- Lappa tomentosa (Mill.) Lam.[3]